# Le Grand Périgueux
Le Grand Périgueux est une communauté d'agglomération française située dans le département de la Dordogne, en région Nouvelle-Aquitaine. Elle prend effet le 1er janvier 2014.

## Historique
Le projet de fusion entre la communauté d'agglomération périgourdine et la communauté de communes Isle Manoire en Périgord a été acté par l'arrêté no 121329 du 6 décembre 2012 et modifié par l'arrêté no 2013282-0005 du 9 octobre 2013. Cette modification administrative vient mettre un terme au clivage ancien de l'aire urbaine en deux blocs parfois qualifiés de "concurrents". Ce nouvel ensemble, qui prend effet le 1er janvier 2014, comprend 33 communes. Le nom de la nouvelle entité, dont le siège est fixé à Périgueux, est « Le Grand Périgueux »,.
Au 1er janvier 2016, le nombre de communes baisse, avec la création de la commune nouvelle de Boulazac Isle Manoire, en remplacement des communes d'Atur, Boulazac et Saint-Laurent-sur-Manoire.
Au 1er janvier 2017, la communauté d'agglomération :
- intègre trois communes (Manzac-sur-Vern, Savignac-les-Églises et Sorges et Ligueux en Périgord) ;
- s'étend à la communauté de communes du Pays vernois et du terroir de la truffe (hormis les communes de Limeuil et Trémolat.)[5] ;
- voit apparaître trois communes nouvelles : Bassillac et Auberoche, Sanilhac, Val de Louyre et Caudeau, ainsi que l'extension de  Boulazac Isle Manoire à la commune de Sainte-Marie-de-Chignac.

## Territoire communautaire

### Géographie
Située au centre  du département de la Dordogne, la communauté d'agglomération Le Grand Périgueux regroupe 43 communes et présente une superficie de 993,3 km2.

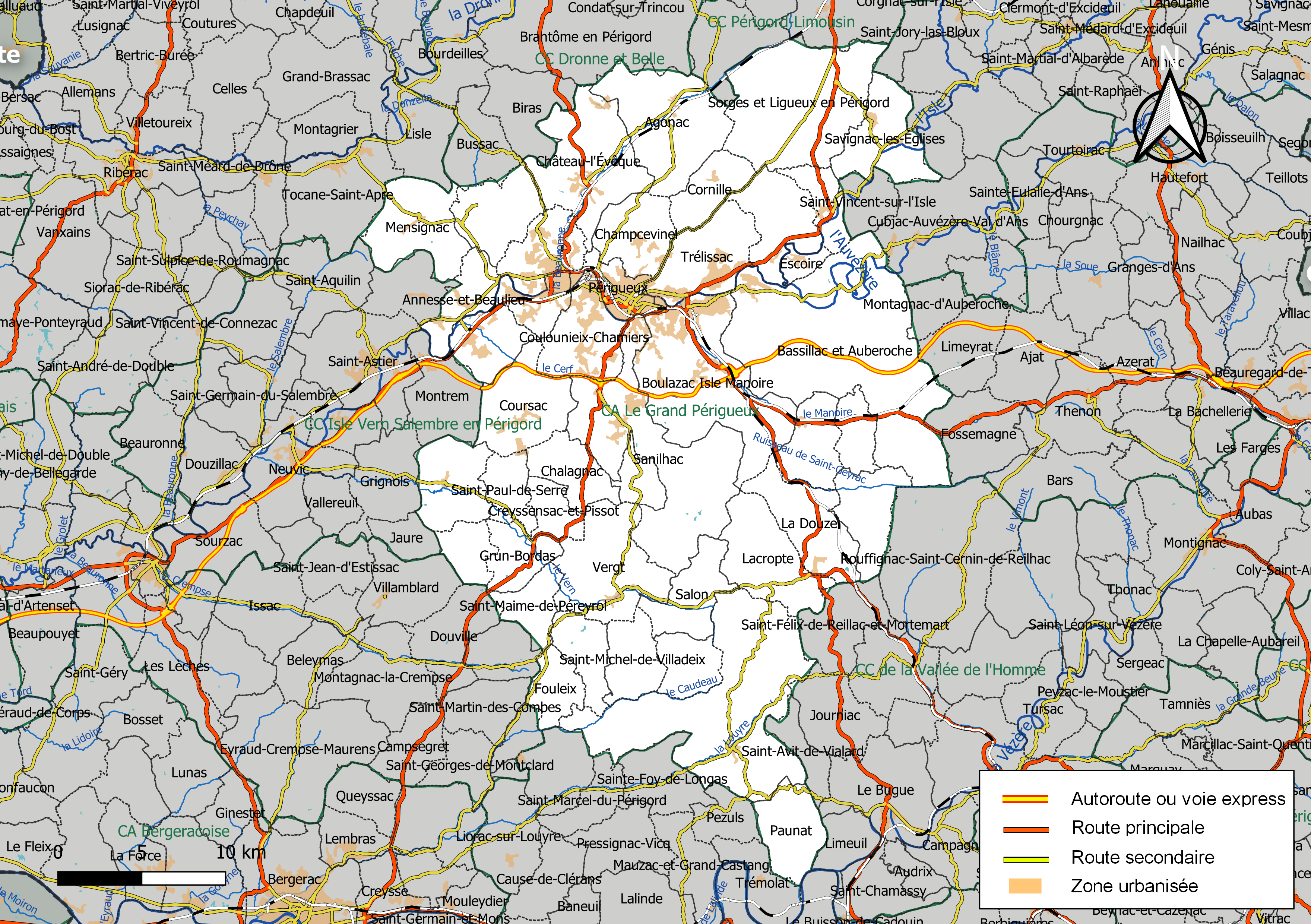
Carte de la communauté d'agglomération Le Grand Périgueux au 1er janvier 2019.

### Composition
En 2014 et 2015, elle regroupait 33 communes sur 588,50 km2. Au 1er janvier 2016, l'intercommunalité passe à 31 communes à la suite de la création de la commune nouvelle de Boulazac Isle Manoire, formée par la fusion d'Atur, Boulazac et Saint-Laurent-sur-Manoire.
Au 1er janvier 2017, elle passe à 43 communes pour un territoire de 993,26 km2 à la suite :
- du rattachement des trois communes de Manzac-sur-Vern, Savignac-les-Églises et Sorges et Ligueux en Périgord[5] ;
- de l'extension aux communes — hormis Limeuil et Trémolat — de l'ancienne communauté de communes du Pays vernois et du terroir de la truffe[5] ;
- de la création des quatre communes nouvelles de Bassillac et Auberoche, Boulazac Isle Manoire (étendue à Sainte-Marie-de-Chignac), Sanilhac et Val de Louyre et Caudeau.

La communauté d'agglomération est composée des 43 communes suivantes :

| Nom                           | Code Insee | Gentilé          | Superficie (km2) | Population (dernière pop. légale) | Densité (hab./km2) |
| ----------------------------- | ---------- | ---------------- | ---------------- | --------------------------------- | ------------------ |
| Périgueux (siège)             | 24322      | Périgourdins     | 9,82             | 29 876 (2022)                     | 3 042              |
| Agonac                        | 24002      | Agonacois        | 37,22            | 1 809 (2022)                      | 49                 |
| Annesse-et-Beaulieu           | 24010      | Annessois        | 12,12            | 1 478 (2022)                      | 122                |
| Antonne-et-Trigonant          | 24011      | Antonnais        | 20,23            | 1 221 (2022)                      | 60                 |
| Bassillac et Auberoche        | 24026      |                  | 103,26           | 4 365 (2022)                      | 42                 |
| Boulazac Isle Manoire         | 24053      |                  | 55,95            | 10 628 (2022)                     | 190                |
| Bourrou                       | 24061      | Bourrounais      | 9,13             | 132 (2022)                        | 14                 |
| Chalagnac                     | 24094      | Chalagnacois     | 14,15            | 442 (2022)                        | 31                 |
| Champcevinel                  | 24098      | Champcevinellois | 17,72            | 3 077 (2022)                      | 174                |
| Chancelade                    | 24102      | Chanceladais     | 16,23            | 4 442 (2022)                      | 274                |
| La Chapelle-Gonaguet          | 24108      | Chapelois        | 19,07            | 1 058 (2022)                      | 55                 |
| Château-l'Évêque              | 24115      | Castélevéquois   | 35,68            | 2 162 (2022)                      | 61                 |
| Cornille                      | 24135      | Cornillais       | 13,04            | 688 (2022)                        | 53                 |
| Coulounieix-Chamiers          | 24138      | Colomnierois     | 21,7             | 7 537 (2022)                      | 347                |
| Coursac                       | 24139      | Coursacois       | 24,65            | 2 326 (2022)                      | 94                 |
| Creyssensac-et-Pissot         | 24146      | Creyssensacois   | 8,62             | 266 (2022)                        | 31                 |
| La Douze                      | 24156      | Ladouzois        | 23,05            | 1 147 (2022)                      | 50                 |
| Église-Neuve-de-Vergt         | 24160      | Neuveglisiens    | 7,43             | 583 (2022)                        | 78                 |
| Escoire                       | 24162      | Escoirais        | 3,94             | 399 (2022)                        | 101                |
| Fouleix                       | 24190      | Fouleixois       | 10,94            | 273 (2022)                        | 25                 |
| Grun-Bordas                   | 24208      | Grun-Bordasiens  | 12,28            | 247 (2022)                        | 20                 |
| Lacropte                      | 24220      | Lacroptois       | 26,23            | 691 (2022)                        | 26                 |
| Manzac-sur-Vern               | 24251      | Manzacois        | 19,96            | 541 (2022)                        | 27                 |
| Marsac-sur-l'Isle             | 24256      | Marsacois        | 10,05            | 3 165 (2022)                      | 315                |
| Mensignac                     | 24266      | Mensignacois     | 26,08            | 1 520 (2022)                      | 58                 |
| Paunat                        | 24318      | Paunatois        | 18,28            | 318 (2022)                        | 17                 |
| Razac-sur-l'Isle              | 24350      | Razacois         | 14,24            | 2 367 (2022)                      | 166                |
| Saint-Amand-de-Vergt          | 24365      | Saint-Amandinois | 12,66            | 245 (2022)                        | 19                 |
| Saint-Crépin-d'Auberoche      | 24390      | Saint-Crépinois  | 9,56             | 336 (2022)                        | 35                 |
| Saint-Geyrac                  | 24421      | Saint Geyracois  | 17,1             | 192 (2022)                        | 11                 |
| Saint-Mayme-de-Péreyrol       | 24459      | Saint-Maymois    | 10,75            | 287 (2022)                        | 27                 |
| Saint-Michel-de-Villadeix     | 24468      | Saint-Michellois | 14,17            | 299 (2022)                        | 21                 |
| Saint-Paul-de-Serre           | 24480      | Saint-Paulois    | 10,44            | 333 (2022)                        | 32                 |
| Saint-Pierre-de-Chignac       | 24484      | Chignacois       | 15,7             | 944 (2022)                        | 60                 |
| Salon                         | 24518      | Salonais         | 16,97            | 275 (2022)                        | 16                 |
| Sanilhac                      | 24312      | Sanilhacois      | 59,9             | 4 720 (2022)                      | 79                 |
| Sarliac-sur-l'Isle            | 24521      | Sarliacois       | 9,57             | 1 050 (2022)                      | 110                |
| Savignac-les-Églises          | 24527      | Savignacois      | 21,9             | 947 (2022)                        | 43                 |
| Sorges et Ligueux en Périgord | 24540      |                  | 54,04            | 1 639 (2022)                      | 30                 |
| Trélissac                     | 24557      | Trélissacois     | 22,88            | 7 319 (2022)                      | 320                |
| Val de Louyre et Caudeau      | 24362      |                  | 82,12            | 1 592 (2022)                      | 19                 |
| Vergt                         | 24571      | Vernois          | 32,52            | 1 750 (2022)                      | 54                 |
| Veyrines-de-Vergt             | 24576      | Veyrinois        | 11,91            | 247 (2022)                        | 21                 |

### Démographie
| 1968   | 1975   | 1982   | 1990   | 1999   | 2006   | 2011    | 2016    | 2022    |
| ------ | ------ | ------ | ------ | ------ | ------ | ------- | ------- | ------- |
| 81 110 | 83 597 | 87 347 | 91 682 | 93 905 | 97 643 | 102 202 | 103 565 | 104 933 |

## Administration

### Siège
Le siège de la communauté d'agglomération est situé à Périgueux.

### Les élus
À la création du Grand Périgueux en 2014, vingt-six communes disposent d'un siège au conseil communautaire. Les plus peuplées en ont plus (deux pour Notre-Dame-de-Sanilhac et Marsac-sur-l'Isle, trois pour Chancelade, quatre pour Boulazac, cinq pour Coulounieix-Chamiers et Trélissac et vingt pour Périgueux), ce qui fait un total de soixante-sept conseillers communautaires.
Le conseil communautaire élit ensuite le président et treize vice-présidents.
Avec l'arrivée de nombreuses nouvelles communes au 1er janvier 2017, la représentation est modifiée par l'arrêté no 24-2016-12-16-006 du 16 décembre 2016  : 
- 22 sièges pour Périgueux,
- huit pour Boulazac Isle Manoire,
- six pour Bassillac et Auberoche et Coulounieix-Chamiers,
- cinq pour Trélissac,
- quatre pour Sanilhac,
- trois pour Chancelade et Val de Louyre et Caudeau,
- deux pour Champcevinel, Marsac-sur-l'Isle et Sorges et Ligueux en Périgord,
- un pour chacune des trente-deux autres communes,

soit un total de 95 conseillers communautaires.
Au renouvellement des conseils municipaux de mars 2020, le conseil communautaire de la communauté de communes se compose de 83 conseillers représentant chacune des communes membres et élus pour une durée de six ans.
Ils sont répartis comme suit :
| Nombre de conseillers | Communes                                    |
| --------------------- | ------------------------------------------- |
| 21                    | Périgueux                                   |
| 7                     | Boulazac Isle Manoire                       |
| 5                     | Coulounieix-Chamiers                        |
| 4                     | Trélissac                                   |
| 3                     | Bassillac et Auberoche, Sanilhac            |
| 2                     | Champcevinel, Chancelade, Marsac-sur-l'Isle |
| 1 (+ 1 suppléant)     | chacune des 34 autres communes              |

### Présidence
À titre transitoire et dans l'attente des élections municipales de mars 2014, c'est Claude Bérit-Débat, président de l'ancienne communauté d'agglomération, qui prend la présidence de la nouvelle en janvier 2014.
| Période                                  | Période    | Identité           | Étiquette | Qualité |
| ---------------------------------------- | ---------- | ------------------ | --------- | --- |
| janvier 2014                             | avril 2014 | Claude Bérit-Débat | PS        | Sénateur de la Dordogne (2008-2020) |
| avril 2014 (réélu en juillet 2020)       | En cours   | Jacques Auzou      | PCF       | Maire de Boulazac (1988-2015) puis de Boulazac Isle Manoire (2016-2024) Conseiller général du canton de Saint-Pierre-de-Chignac (1994-2015) Conseiller départemental du canton d'Isle-Manoire depuis 2015 |
| Les données manquantes sont à compléter. |            |                    |           | |

### Compétences
L'arrêté no PREF/DDL/2016/0303 du 14 décembre 2016 actualise les compétences de l'intercommunalité, décrites ci-dessous.

#### Compétences obligatoires
- Développement économique :
  - actions de développement économique ;
  - création, aménagement, entretien et gestion de zones d'activités industrielle, commerciale, tertiaire, artisanale, touristique, portuaire ou aéroportuaire ;
  - politique locale du commerce et soutien aux activités commerciales ;
  - promotion du tourisme, dont création d'offices de tourisme.
- Aménagement de l'espace communautaire :
  - schéma de cohérence territoriale (SCOT) et schéma de secteur ;
  - plan local d'urbanisme, documents d'urbanisme en tenant lieu et carte communale ;
  - création et réalisation de zones d'aménagement concerté ;
  - organisation de la mobilité, dans le cadre du code des transports.
- Équilibre social de l'habitat :
  - programme local de l'habitat ;
  - politique du logement ;
  - actions et aides financières en faveur du logement social ;
  - réserves foncières ;
  - action en faveur des personnes défavorisées, amélioration du parc immobilier bâti.
- Politique de la ville :
  - diagnostic du territoire et définitions du contrat de ville ;
  - animation et coordination des dispositifs contractuels de développement urbain, de développement local et d'insertion économique et sociale ainsi que des dispositifs locaux de prévention de la délinquance ;
  - programmes d'actions définis dans le contrat de ville.
- Accueil des gens du voyage : aménagement, entretien et gestions des aires d'accueil.
- Collecte et traitement des déchets ménagers et assimilés.

#### Compétences optionnelles
- Voirie :
  - création ou aménagement et entretien de voirie ;
  - création ou aménagement et gestion de parcs de stationnement.
- Protection et mise en valeur de l'environnement et du cadre de vie :
  - lutte contre la pollution de l'air ;
  - lutte contre les nuisances sonores ;
  - soutien aux actions de maîtrise de la demande d'énergie.
- Construction, aménagement, entretien et gestion d'équipements culturels et sportifs.
- Action sociale.

#### Compétences supplémentaires
- Assainissement :
  - assainissement collectif : études, réalisation des investissements et gestion du réseau structurant (tout réseau d'assainissement desservant au moins deux communes membres du Grand Périgueux) ;
  - assainissement non collectif : mise en place du service d'assainissement non collectif (SPANC) intercommunal (contrôle des systèmes d'assainissement autonome des permis de construire ; participation à l'instruction des certificats d'urbanisme ; contrôle des installations neuves).
- Réhabilitation, entretien et aménagement des rivières et cours d'eau.
- Création des sentiers inscrits au plan départemental des itinéraires de randonnée.
- Développement des réseaux de communication très haut débit.
- Programme de soutien et d'aides aux établissements d'enseignement supérieur et de recherche et aux programmes de recherche.
- Soutien à la politique de l'emploi, de la formation et de l'insertion professionnelle : gestion et financement des structures locales et des dispositifs de soutien à l'emploi (maison de l'emploi, espace économie emploi, mission locale, et plan local pour l'insertion et l'emploi).
- Construction, aménagement, entretien et gestion d'équipements de loisirs et de tourisme :
  - étang de Neufond à Saint-Amand-de-Vergt ;
  - musée de la Truffe de Sorges ;
  - village vacances de Sorges.
- Soutien au développement de l'agriculture durable et au développement forestier, à l'approvisionnement de la restauration collective et l'aide à la promotion, à la transformation ou la commercialisation de produits locaux.
- Création et gestion d'un parc des cultures urbaines à Coulounieix-Chamiers.
- Contribution au budget du service départemental d'incendie et de secours.
- Création, aménagement et entretien des pistes de défense des forêts contre l'incendie.

### Régime fiscal et budget
Le régime fiscal de la communauté d'agglomération est la fiscalité professionnelle unique (FPU).

### Divers
Au 1er janvier 2014, le personnel est composé de 393 agents.